# Episodi di Make Room for Daddy (ottava stagione)
L'ottava stagione della serie televisiva Make Room for Daddy (The Danny Thomas Show dalla quinta stagione) è andata in onda negli Stati Uniti dal 3 ottobre 1960 al 22 maggio 1961 sulla CBS.
| nº | Titolo originale             | Prima TV USA     |
| -- | ---------------------------- | ---------------- |
| 1  | Kathy Delivers the Mail      | 3 ottobre 1960   |
| 2  | The Report Card              | 10 ottobre 1960  |
| 3  | Danny and the Actor's School | 17 ottobre 1960  |
| 4  | Kathy and the Glamour Girl   | 31 ottobre 1960  |
| 5  | Danny Proposes to His Wife   | 7 novembre 1960  |
| 6  | Kathy, the Matchmaker        | 14 novembre 1960 |
| 7  | Tonoose, the Liar            | 21 novembre 1960 |
| 8  | Linda, the Performer         | 28 novembre 1960 |
| 9  | Danny and the Dentist        | 5 dicembre 1960  |
| 10 | Fugitive Father              | 12 dicembre 1960 |
| 11 | The Singing Sisters          | 19 dicembre 1960 |
| 12 | Rusty the Rat                | 26 dicembre 1960 |
| 13 | The Plant                    | 2 gennaio 1961   |
| 14 | Democracy at Work            | 9 gennaio 1961   |
| 15 | You Can Fight City Hall      | 16 gennaio 1961  |
| 16 | The Whoopee Show             | 23 gennaio 1961  |
| 17 | The Rum Cake                 | 30 gennaio 1961  |
| 18 | Tonoose, the Boss            | 6 febbraio 1961  |
| 19 | Rusty, the Millionaire       | 13 febbraio 1961 |
| 20 | Good Old Burlesque           | 20 febbraio 1961 |
| 21 | Four Angels                  | 27 febbraio 1961 |
| 22 | The Scrubwoman               | 13 marzo 1961    |
| 23 | Everything Happens to Me     | 27 marzo 1961    |
| 24 | Old Man Danny                | 3 aprile 1961    |
| 25 | Danny and the Hoodlums       | 10 aprile 1961   |
| 26 | Rusty's Punishment           | 17 aprile 1961   |
| 27 | The Scoutmaster              | 24 aprile 1961   |
| 28 | The Magician                 | 1º maggio 1961   |
| 29 | The Woman Behind the Man     | 8 maggio 1961    |
| 30 | Teenage Thrush               | 15 maggio 1961   |
| 31 | The Party Wrecker            | 22 maggio 1961   |

## Kathy Delivers the Mail
- Prima televisiva: 3 ottobre 1960
- Diretto da:
- Scritto da:

### Trama
- Interpreti: Danny Thomas (Danny Williams), Marjorie Lord (Kathy Williams), Rusty Hamer (Rusty Williams), Angela Cartwright (Linda Williams), Parley Baer (Mr. Denton, Ispettore postale), Joe Besser (Thompson), Art Lewis (sovrintendente), Sid Melton (Charley Halper), Shirley Mitchell (Mrs. Bennett)

## The Report Card
- Prima televisiva: 10 ottobre 1960
- Diretto da:
- Scritto da:

### Trama
- Interpreti: Danny Thomas (Danny Williams), Marjorie Lord (Kathy Williams), Rusty Hamer (Rusty Williams), Eleanor Audley (Mrs. Willoughby), Angela Cartwright (Linda Williams), Richard Correll (Richard Williams)

## Danny and the Actor's School
- Prima televisiva: 17 ottobre 1960
- Diretto da:
- Scritto da:

### Trama
- Interpreti: Angela Cartwright (Linda Williams), Leo Fuchs (Maxim Gorski), Rusty Hamer (Rusty Williams), Marjorie Lord (Kathy Williams), Sid Melton (Charley Halper), Karla Most (Rosie), Amanda Randolph (Louise), Danny Thomas (Danny Williams), Paul von Schreiber (Sheldon)

## Kathy and the Glamour Girl
- Prima televisiva: 31 ottobre 1960
- Diretto da:
- Scritto da:

### Trama
- Interpreti: Danny Thomas (Danny Williams), Marjorie Lord (Kathy Williams), Rusty Hamer (Rusty Williams), Angela Cartwright (Linda Williams), Zsa Zsa Gábor (Lisa Laslow), Sid Melton (zio Charley Halper), Amanda Randolph (Louise)

## Danny Proposes to His Wife
- Prima televisiva: 7 novembre 1960
- Diretto da:
- Scritto da:

### Trama
- Interpreti: Angela Cartwright (Linda Williams), Rusty Hamer (Rusty Williams), Marjorie Lord (Kathy Williams), Sid Melton (Charley Halper), Amanda Randolph (Louise), Danny Thomas (Danny Williams)

## Kathy, the Matchmaker
- Prima televisiva: 14 novembre 1960
- Diretto da:
- Scritto da:

### Trama
- Interpreti: Danny Thomas (Danny Williams), Marjorie Lord (Kathy Williams), Rusty Hamer (Rusty Williams), Angela Cartwright (Linda Williams; solo credito), Harold Fong (Valetto di Phil), Betsy Jones-Moreland (Doris Henshaw), Sheldon Leonard (Phil Brokaw), Gil Rogers (Steve)

## Tonoose, the Liar
- Prima televisiva: 21 novembre 1960
- Diretto da:
- Scritto da:

### Trama
- Interpreti: Art Aragon (Kid Moore - Boxer), Angela Cartwright (Linda Williams), Hans Conried (zio Tonoose), Richard Correll (Richie), Rusty Hamer (Rusty Williams), Marjorie Lord (Kathy Williams), Danny Thomas (Danny Williams), Bob Hope (se stesso)

## Linda, the Performer
- Prima televisiva: 28 novembre 1960
- Diretto da:
- Scritto da:

### Trama
- Interpreti: Judy Birr (Julie, Girl Singer Auditioner), Angela Cartwright (Linda Williams), Earle Hagen (Danny's Bandleader), Rusty Hamer (Rusty Williams), Marjorie Lord (Kathy Williams), Sid Melton (Charley Halper), Nino Nobles (Nino - Boy Dancer), Amzie Strickland (Mamma di Julie Ann), Danny Thomas (Danny Williams)

## Danny and the Dentist
- Prima televisiva: 5 dicembre 1960
- Diretto da:
- Scritto da:

### Trama
- Interpreti: Angela Cartwright (Linda Williams), Richard Deacon (dottor Stanley Patman), Dorothy Hamer (infermiera), Rusty Hamer (Rusty Williams), Kim Hector (Ragazzo dal dentista), Marjorie Lord (Kathy Williams), Sid Melton (Charley Halper), Danny Thomas (Danny Williams)

## Fugitive Father
- Prima televisiva: 12 dicembre 1960
- Diretto da:
- Scritto da:

### Trama
- Interpreti: Angela Cartwright (Linda Williams), Buddy Hackett (Buddy Bruno), Earle Hagen (Danny's Bandleader), Rusty Hamer (Rusty Williams), Marjorie Lord (Kathy Williams), Dayton Lummis (E. H. Sloan), Gloria Pall (Hatcheck Girl), Amzie Strickland (Harriet Waller), Katie Sweet (Barbara Bruno), Danny Thomas (Danny Williams)

## The Singing Sisters
- Prima televisiva: 19 dicembre 1960
- Diretto da:
- Scritto da:

### Trama
- Interpreti: Angela Cartwright (Linda Williams), Chick Chandler (Al - Huckster), Jan Clayton (Sorella #1), Joe Flynn (Joe - Huckster), Rusty Hamer (Rusty Williams), Rose Hobart (Sorella #2), Ray Lanier, Marjorie Lord (Kathy Williams), Sid Melton (Charley Halper), Danny Thomas (Danny Williams), Bill Tracy (cliente compositore di canzoni)

## Rusty the Rat
- Prima televisiva: 26 dicembre 1960
- Diretto da:
- Scritto da:

### Trama
- Interpreti: Angela Cartwright (Linda Williams), Rusty Hamer (Rusty Williams), Marjorie Lord (Kathy Williams), Sid Melton (Charley Halper), Danny Thomas (Danny Williams)

## The Plant
- Prima televisiva: 2 gennaio 1961
- Diretto da:
- Scritto da:

### Trama
- Interpreti: Angela Cartwright (Linda Williams), Gale Gordon (Mr. Heckendorn - Landlord), Rusty Hamer (Rusty Williams), Marjorie Lord (Kathy Williams), Sid Melton (Charley Halper), Amanda Randolph (Louise), Johnny Silver (Floral Deliverman), Tim Stevenson (fotografo), Danny Thomas (Danny Williams)

## Democracy at Work
- Prima televisiva: 9 gennaio 1961
- Diretto da:
- Scritto da:

### Trama
- Interpreti: Angela Cartwright (Linda Williams), Rusty Hamer (Rusty Williams), Marjorie Lord (Kathy Williams), Sid Melton (Charley Halper), Danny Thomas (Danny Williams)

## You Can Fight City Hall
- Prima televisiva: 16 gennaio 1961
- Diretto da:
- Scritto da:

### Trama
- Interpreti: Danny Thomas (Danny Williams), Marjorie Lord (Kathy Williams), Rusty Hamer (Rusty Williams), Angela Cartwright (Linda Williams; solo credito), Jerome Cowan (giudice Palmer), Larry Daniels (Mr.Adams), Lawrence Daniels (pubblico ministero Adams), Stacy Harris (John Bradley), Sid Melton (Charley Halper), Jack Prince (ufficiale pubblico)

## The Whoopee Show
- Prima televisiva: 23 gennaio 1961
- Diretto da:
- Scritto da:

### Trama
- Interpreti: Angela Cartwright (Linda Williams), Earle Hagen (Earle - Danny's Bandleader), Rusty Hamer (Rusty Williams), Marjorie Lord (Kathy Williams), Danny Thomas (Danny Williams), Herb Vigran (tassista)

## The Rum Cake
- Prima televisiva: 30 gennaio 1961
- Diretto da:
- Scritto da:

### Trama
- Interpreti: Angela Cartwright (Linda Williams), Gale Gordon ('Hecky' Heckendorn - Landlord), Rusty Hamer (Rusty Williams), Marjorie Lord (Kathy Williams), Amanda Randolph (Louise), Danny Thomas (Danny Williams)

## Tonoose, the Boss
- Prima televisiva: 6 febbraio 1961
- Diretto da:
- Scritto da:

### Trama
- Interpreti: Danny Thomas (Danny Williams), Marjorie Lord (Kathy Williams), Rusty Hamer (Rusty Williams; solo credito), Angela Cartwright (Linda Williams; solo credito), Hans Conried (zio Tonoose), Sid Melton (Charley Halper), Coroy Clark (Chorus Girl), Cordy Clark (Showgirl di Tonoose), Fritz Feld (Chef Marcel), Maxine Gates (Showgirl di Tonoose), Earle Hagen (Earle)

## Rusty, the Millionaire
- Prima televisiva: 13 febbraio 1961
- Diretto da:
- Scritto da:

### Trama
- Interpreti: Angela Cartwright (Linda Williams), Pat Close, Kelly Flynn, Rusty Hamer (Rusty Williams), Marjorie Lord (Kathy Williams), Danny Thomas (Danny Williams)

## Good Old Burlesque
- Prima televisiva: 20 febbraio 1961
- Diretto da:
- Scritto da:

### Trama
- Interpreti: Angela Cartwright (Linda Williams), Joey Faye (Doodles Faye), Rusty Hamer (Rusty Williams), Marjorie Lord (Kathy Williams), Sid Melton (Charley Halper), Danny Thomas (Danny Williams), Earle Hagen (Earle - Danny's Bandleader)

## Four Angels
- Prima televisiva: 27 febbraio 1961
- Diretto da:
- Scritto da:

### Trama
- Interpreti: Danny Thomas (Danny Williams), Marjorie Lord (Kathy Williams), Rusty Hamer (Rusty Williams), Angela Cartwright (Linda Williams), Amanda Randolph (Louise), The Four Little Angels (loro stessi), Sheldon Leonard (Phil Brokaw)

## The Scrubwoman
- Prima televisiva: 13 marzo 1961
- Diretto da:
- Scritto da:

### Trama
- Interpreti: Danny Thomas (Danny Williams), Marjorie Lord (Kathy Williams), Rusty Hamer (Rusty Williams), Angela Cartwright (Linda Williams), Sid Melton (Charley Halper), Pert Kelton (Nelly O'Brien), Harry Shannon (Jamie O'Shaughnessy)

## Everything Happens to Me
- Prima televisiva: 27 marzo 1961
- Diretto da:
- Scritto da:

### Trama
- Interpreti: Danny Thomas (Danny Williams), Marjorie Lord (Kathy Williams), Rusty Hamer (Rusty Williams), Angela Cartwright (Linda Williams), Joey Bishop (Joey Mason), Billy Gilbert (Mr. Mason (padre di Joey Mason), Madge Blake (Mrs. Mason (madre di Joey Mason), Joe Flynn (J. R. Willoughby), Marlo Thomas (Stella Mason), Mary Lee Dearring (Girl), Richard Deacon (Assistant Manager in Hotel)

## Old Man Danny
- Prima televisiva: 3 aprile 1961
- Diretto da:
- Scritto da:

### Trama
- Interpreti: Danny Thomas (Danny Williams), Marjorie Lord (Kathy Williams), Rusty Hamer (Rusty Williams), Angela Cartwright (Linda Williams), Paul Anka (Paul Pryor), Sid Melton (Charley Halper), Harry Jackson (Harry), Harry Jackson (capobanda)

## Danny and the Hoodlums
- Prima televisiva: 10 aprile 1961
- Diretto da:
- Scritto da:

### Trama
- Interpreti: Danny Thomas (Danny Williams), Rusty Hamer (Rusty Williams), Angela Cartwright (Linda Williams), Sid Melton (Charley Halper), Vincent Barbi (Hoodlum), Bert Freed (Mr.Eddie Riley), Buddy Lester (Skip Harris), Marjorie Lord (Kathy Williams; solo credito), Earle Hagen (Earle capobanda)

## Rusty's Punishment
- Prima televisiva: 17 aprile 1961
- Diretto da:
- Scritto da:

### Trama
- Interpreti: Danny Thomas (Danny Williams), Marjorie Lord (Kathy Williams), Rusty Hamer (Rusty Williams), Angela Cartwright (Linda Williams), Sid Melton (Charley Halper), Trudi Ames (Cheerleader), Nora Jo Bruce (Cheerleader), Walter Comer (Basketball Player), Kevin O'Neal (Marvin), Amzie Strickland (Mamma di cheerleader), Kenneth Tobey (Coach Fred Farrell), Harry Townes (principale Witkowski)

## The Scoutmaster
- Prima televisiva: 24 aprile 1961
- Diretto da:
- Scritto da:

### Trama
- Interpreti: Danny Thomas (Danny Williams), Marjorie Lord (Kathy Williams), Rusty Hamer (Rusty Williams), Angela Cartwright (Linda Williams), Walter Comer (Boy Scout), Terry Stevenson (Boy Scout McElhenny), Howard Carr (Gordy Mason), Robert Carson (Mr. Wilkes), Gale Gordon (Landlord 'Hecky' Heckendorn)

## The Magician
- Prima televisiva: 1º maggio 1961
- Diretto da:
- Scritto da:

### Trama
- Interpreti: Angela Cartwright (Linda Williams), Rusty Hamer (Rusty Williams), Marjorie Lord (Kathy Williams), Sid Melton (Charley Halper), Amanda Randolph (Louise), Danny Thomas (Danny Williams), Herb Vigran (Arnold Fraser)

## The Woman Behind the Man
- Prima televisiva: 8 maggio 1961
- Diretto da:
- Scritto da:

### Trama
- Interpreti: Angela Cartwright (Linda Williams), Paul Dubov (Attorney Thompson), Rusty Hamer (Rusty Williams), Hollis Irving (Jean), Marjorie Lord (Kathy Williams), Sid Melton (Charles Sylvester Halper), Amzie Strickland (Bess), Danny Thomas (Danny Williams)

## Teenage Thrush
- Prima televisiva: 15 maggio 1961
- Diretto da:
- Scritto da:

### Trama
- Interpreti: Danny Thomas (Danny Williams), Rusty Hamer (Rusty Williams), Angela Cartwright (Linda Williams), Brenda Lee (Janine Poloka), Marjorie Lord (Kathy Williams), Sid Melton (Charley Halper), Naomi Stevens (Mrs. Poloka)

## The Party Wrecker
- Prima televisiva: 22 maggio 1961
- Diretto da:
- Scritto da:

### Trama
- Interpreti: Angela Cartwright (Linda Williams), Trent Dolan (Deliveryman), Gale Gordon ('Hecky' Heckendorn - Landlord), Rusty Hamer (Rusty Williams), Jess Kirkpatrick (Musician), Marjorie Lord (Kathy Williams), Sid Melton (Charley Halper), Harry Ruby (Harry Ruby), Johnny Silver (Musician), Danny Thomas (Danny Williams), Sheldon Leonard (Phil Brokaw)